# 2019年美國奧羅拉槍擊案
2019年美國奧羅拉槍擊案發生在2019年2月15日。當日美國伊利诺伊州奥罗拉柏亨利公司遭到槍手闖入，發動大型槍擊案，造成6人死亡（包括槍手），另外6人受傷。

## 事件
警方於下午1時24分首先接到報案（協調世界時晚上7時24分），四分鐘後首名警察抵達現場。目擊者表示槍手攜有裝有綠色激光瞄準器的手槍。是次槍擊案有多個部門派人協助處理，包括联邦调查局、菸酒槍炮及爆裂物管理局和美国法警。執法部門抵達時，槍手更加開槍還擊，駁火持續約90分鐘。最終，5人被槍手殺死，5名警察和1名平民遭槍傷。兇手最終被執法人員擊斃。

## 受害者
2019年2月16日，警方公布死者名單，均屬發電廠的男員工：
- 人力資源部經理，24歲
- 發電廠管理員，37歲
- 模塑員工暨工會主席，46歲
- 庫房服務員暨叉車操作員，55歲
- 人力資源部實習生、北伊利诺伊大学學生，21歲。是日為其首日上班

另外一名發電廠員工則受槍傷，送院時並無生命威脅。
六名受傷警員的年齡介乎23至59歲，其中四人受槍傷，一人被流彈擦傷，一人並沒有受槍傷。所有受傷警員均非受重傷。

## 兇手
當局確認是次槍擊案的兇手為加里·蒙特茲·馬丁（Gary Montez Martin）為45歲的柏亨利發電廠前員工。其家屬表示馬丁在槍擊案前兩星期離職，其他媒體則報導指馬丁在槍擊案當日被辭退，而槍擊案則在終止合約會議期間開始。
1995年，馬丁在密西西比州被控加重襲擊的重罪，最終罪成入獄2年半。奧羅拉警方表示其曾六次被捕，包括家庭暴力、違反民事保護令。2017年在伊利諾伊州奧斯威戈 (伊利諾伊州)因行為不檢和刑事毀壞財產而被捕。
因曾在密西西比州犯重罪，馬丁並不被允許在伊利諾伊州管有槍械。但2014年，馬丁卻成功獲發槍支擁有者身份證，皆因有關部門在調查其在伊利諾伊州的背景時，未有作指紋檢查。2014年3月，馬丁成功用其槍支身份證在奧羅拉購買槍械，亦相信是今次槍擊案所用的槍械。翌月，馬丁在伊利諾伊州警察部門申請隱蔽槍械許可證。是次背景調查時，警方檢查了馬丁的指紋，始揭發其曾犯重罪並成功獲批槍支身份證。警方拒絕批出許可證，取消其槍支身份證，並書面要求其交回所購槍械。但直至槍擊案發生前，馬丁都沒有交回槍械。根據CNN報導，當局「正判斷為何馬丁沒有交出武器，以及執法部門有否跟進沒收槍支的事宜」。
2月15日，警方搜查馬丁寓所，但並無發現任何證據顯示馬丁有預謀策劃是次槍擊案。

## 回應
美國參議員谭美·达克沃斯、迪克·德賓、伊利諾伊州州長傑伊·羅伯特·普里茨克和總統當奴·特朗普都感謝執法部門的回應。特朗普亦向死傷者及其家屬表達慰問或哀悼。奧羅拉市長理查德·歐文（Richard Irvin）表示：「很遺憾的，如此的大型槍擊案已在我們的國家變得平常，冷酷和無情的兇手認為有權殺害無辜平民的想法使其十分自私。但作為社會一份子，我們將不會容讓這些可怕的行為變得司空見慣。」